# 圖雷特角
62°5′S 57°55′W / 62.083°S 57.917°W
圖雷特角是南極洲的海岬，位於南設得蘭群島的喬治王島南岸，是喬治王灣的東端，在1937年由英國探險隊繪入地圖，在1960年由英國南極名稱諮詢委員會命名。